# Angelo Caloiaro
Angelo Caloiaro, né le 28 juillet 1989 à San José en Californie, est un joueur américain naturalisé italien de basket-ball. Il évolue au poste d'ailier.

## Carrière
En juin 2018, Caloiaro rejoint le Maccabi Tel-Aviv avec lequel il signe un contrat d'un an.

## Palmarès
- Champion d'Israël : 2019, 2020, 2021